# Pääskülai járműtelep
A Pääskülai járműtelep (észtül: Pääsküla depoo) az észt Elron vasúttársaság járműtelepe, amely a Pääskülai vasútállomás mellett, Tallinn Nõmme kerületében, a Tallinn–Keila-vasútvonal mentén található. Ez az Elron egyetlen működő telephelye, amely a vasúttársaság villamos és dízel motorvonatait kiszolgálja.
1962-ben nyitották meg a Tallinn környéki elővárosi vonatok kiszolgálására. 1991-ig a tallinni Kopli-félszigeten található, 2003-ban bezárt járműtelep egyik műhelye volt, amelyet az Észt Államvasutak (EVR) használt. A járműtelep kezdetben ER1, Szr3 és kelet-német gyártmányú EM167 motorvonatokat, később ER2-es és kisebb mennyiségben ER12 és ET2R villamos motorvonatokat szolgált ki és tartott karban.
1997-ben, az Észt Államvasutak átszervezése nyomán a Tallinn környéki elővárosi vonatközlekedés, így a járműtelep is az Edeleraudtee vasúttársasághoz került. 2014. január 1-jén az Edeleraudteetől a teljes belföldi személyszállítást átvette az Eesti Liinirongid cég, amely Elron néven nyújt vasúti szolgáltatást. Ekkor a járműtelep is az Elronhoz került, amely 2013-tól üzemelteti a Stadler FLIRT motorvonatok dízel és villamos változatait. A 2014-ben felújított járműtelep szolgálja ki az Elron összes motorvonatát.